# روستوف سيتي هول
روستوف سيتي هول (بالروسية: Здание городской думы, Городской дом) هو صِرح يقع في منطقة لينينسكي في روستوف-نا-دونو، بروسيا. يقع المنزل في 47 شارع بولشايا سادوفايا (بالروسية: Большая Садовая улица) عند تقاطع شارع بولشايا سادوفايا و سيماشكو لانا (Semashko lane). تم تصميم المبنى على طراز الفنون الجميلة.
يعتبر المعلم من التراث الثقافي الروسي.

## تاريخ

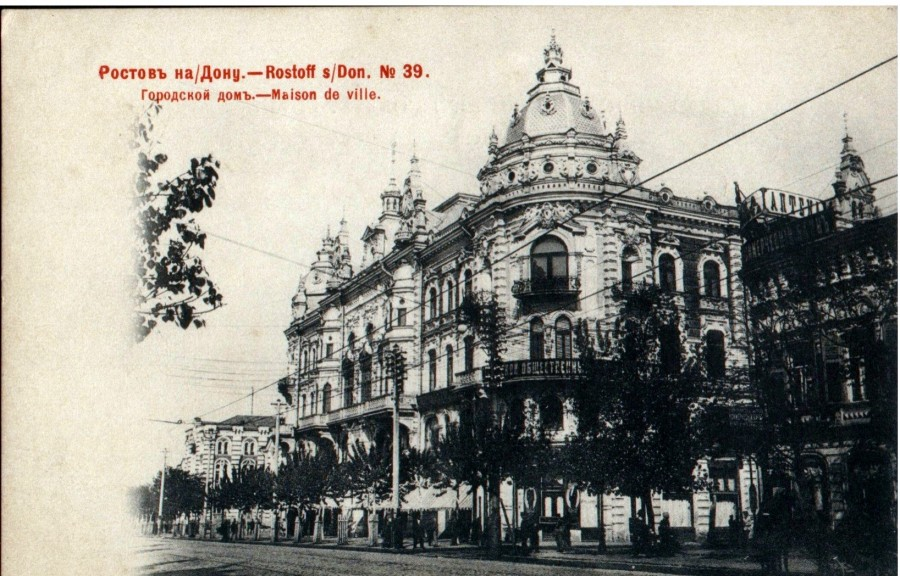
روستوف سيتي هول في عام 1902

وافقت حكومة روستوف-نا-دونو على بناء دار دوما سيتي الجديد في منتصف تسعينيات القرن التاسع عشر.
تم تصميم المبنى الجديد من قبل المهندس المعماري الشهير ألكسندر بوميرانتسيف (Alexander Pomerantsev). وتم بناء المبنى من عام 1897 حتى عام 1899، وتم تكريسه في عام 1899.
كلّف المبنى 513,627 روبل لبنائه.
في عام 1922 اندلع حريق في المبنى، ودمّر اللهب قبة الزاوية.
خلال الحرب العالمية الثانية، تضرر المبنى بشدة. وأُصلح بعد فترة وجيزة من نهاية الحرب. وقد كان مقر الحزب الشيوعي السوفيتي يقع بالمبنى.